# Edifici Pastisseria Pouget
L'edifici de la Pastisseria Pouget és un habitatge del municipi de Reus (Baix Camp), situat a la plaça de Prim (encara que l'adreça és del carrer de Llovera), inclòs en l'Inventari del Patrimoni Arquitectònic de Catalunya com a Bé Cultural d'Interès Local.

## Descripció
És un edifici entre mitgeres estructurat en planta baixa i quatre pisos superiors. A la planta baixa hi ha un comerç i l'entrada de veïns. Els pisos són habitatges. Cada pis compta amb dues obertures allindanades amb un balcó corregut amb barana de ferro forjat suportat per mènsules estriades, a excepció de l'últim que té una sola obertura, un gran arc escarser. La façana està arrebossada imitant l'encoixinat però pràcticament sense relleu. Destaca l'impàs del tercer al quart pis perquè està decorat amb tot de petites rajoles amb motius geomètrics i ornamentals i un esgrafiat a manera de sanefa amb motius modernistes. Recentment (2015) han restaurat la façana. El nom es deu a una botiga que hi va haver durant molts anys a la planta baixa.